# Plan des artistes

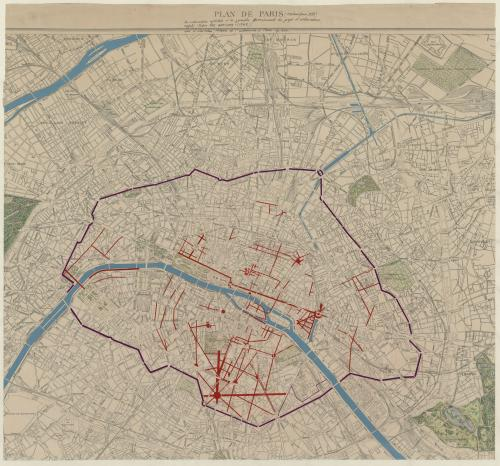
Propositions de la Commission des artistes reportées sur plan de 1889

Le plan des Artistes est un plan-projet établi à l’issue des travaux d'une commission réunie en mai 1794 par l’administrateur des domaines Amelot avec pour mission  de tracer les divisions des biens nationaux avec des voies nouvelles et de reprendre les projets d'embellissements de Paris qui avaient vu le jour sous la royauté.

## Contexte
Ce travail apparaissait nécessaire en raison de l’importance et de la dispersion des  biens dont l'État était devenu propriétaire à la suite de la nationalisation des biens du clergé  par le décret du 2 novembre 1789 et de la confiscation des propriétés des émigrés décidée le 30 mars 1792 mis en vente par un décret du 27 juillet 1792. Un décret du 4 avril 1793 organise la vente de ces biens en lots séparés.
Les biens nationaux comprenaient à Paris 505 édifices religieux et 587 bâtiments de la noblesse (émigrés) s'étendant sur environ  400 hectares sur les 3370 de la ville. Ces biens devaient être mis en vente avec réserve du terrain nécessaire aux rues projetées ou élargissement de celles existantes.

## Composition de la commission
La commission des artistes était composée de 11 membres, sept architectes dont Nicolas Lenoir, Louis Charles François Petit-Radel et Charles de Wailly qui avait proposé en 1785  un plan d’embellissement de Paris et les quatre inspecteurs de la voirie dont Edme Verniquet auteur du premier plan de Paris topographiquement exact.

## Histoire
Le 14 Thermidor 1794, la Convention décide de suspendre la vente des biens nationaux car « une commission d'artistes est occupée en ce moment d'un plan d'embellissement de Paris ».
La commission qui n'avait qu'un rôle consultatif met fin à ses travaux le 31 mars 1797 et communique ses plans au Ministre de l’Intérieur.
Le plan, qui est connu, est un plan restitué. L’existence d’un plan original n’est pas formellement établie, ou il a été perdu.

## Propositions de la Commission des Artistes
Le plan établi par la Commission disparaît  dans l'incendie de l’hôtel de Ville sous  la Commune mais on en fait une reconstitution d'après les comptes-rendus de cette assemblée, qui fut publiée pour l'exposition universelle de 1889.
Les tracés sur la carte originale étaient indiqués par des couleurs différentes correspondant aux 3 catégories suivantes :
- Tracés en rapport direct avec la division et l’aliénation des biens nationaux ;

- Percées de voies dans des emplacements privés d’air et exigeant des débouchés, pour assainir et faciliter la circulation ;

- Embellissements suivant les circonstances.

La première catégorie comprenait les propositions les plus urgentes, la troisième des propositions d’aménagements envisageables à long terme.
Le plan comportait notamment
- Un axe est-ouest comprenant la percée proposée par de Charles de Wailly, membre de la commission, du Louvre à la Bastille, complétée par une rue longeant les jardins des Tuileries (domaine des couvents des Feuillants, des Capucins, de l’Assomption et manège des Tuileries) correspondant à la rue de Rivoli tracée sous l’Empire. Cependant ces 2 éléments ne sont pas alignés pas contrairement à l’axe réalisé par Haussmann ;

- Des  voies correspondant aux actuelles rue Rambuteau, rue du Quatre-Septembre et rue Réaumur, la rectification de la rue Beaubourg et son prolongement par l’actuelle rue Vaucanson, des rues dans l’île de la Cité ;

- Des voies plus modestes en rive droite à  partir des biens nationaux, majoritairement d’anciens couvents ;

- Un réseau étendu en périphérie de la zone urbanisée de la rive gauche  autour des jardins du Luxembourg et à l’est de la rue Saint-Jacques, comprenant notamment une rue correspondant à la rue d’Assas, une voie correspondant au prolongement du boulevard d'Enfer du boulevard du Montparnasse au carrefour des rues de Sèvres et Babylone (partie de l'actuel boulevard Raspail), l’actuelle rue Pascal en partie sur le domaine du couvent des Cordelières, l’actuelle rue d’Ulm prolongée jusqu’au boulevard Saint-Jacques, l’élargissement de la partie sud de la rue Mouffetard (actuelle avenue des Gobelins), une voie rectiligne au sud de l’actuel boulevard Arago et une autre ligne droite du quai Saint-Bernard à l’actuel carrefour des boulevards Saint-Marcel, de Port-Royal et d’Arago avec l’avenue des Gobelins.

Ces propositions ambitieuses au sud de la rive gauche étaient permises par la disponibilité de  domaines de plusieurs couvents, le plus vaste étant celui des Chartreux et par des espaces encore peu construits.
- Divers tracés : rue de Lübeck, rue de Bassano, rectification de la rue des Gourdes (actuelle rue Marbeuf) et quelques-uns ne correspondant à aucune voie actuelle, de l'emplacement de l’actuelle station de métro Bercy au couvent de Saint-Antoine-des-Champs (actuel hôpital Saint-Antoine), ou à partir de couvent des hospitalières de la Roquette ;

- Des quais, rive gauche au sud de la Cité (quai Saint-Michel et de Montebello), dans la Cité (actuel quai aux Fleurs), au bord de l’île des Cygnes dont le bras la séparant de la rive gauche était en voie de comblement (actuels quai d’Orsay et quai Branly) ;

- Un pont à l'emplacement de l'actuel pont d'Iéna et une voie dans cet axe sur la colline de Chaillot (site du projet de Palais du Roi de Rome de 1812) ;

- Plusieurs places : du Châtelet, Saint-Sulpice prévue par Servandoni, de la Bastille envisagée sous le règne de Louis XVI.

Les propositions de Charles de Wailly de réunion de l’île de la Cité à l’île Saint-Louis, de l’île Louviers à la rive droite et d’ouverture de grandes places au bord du projet de Palais National ne sont cependant pas reprises.

Détails du plan des artistes dans le centre
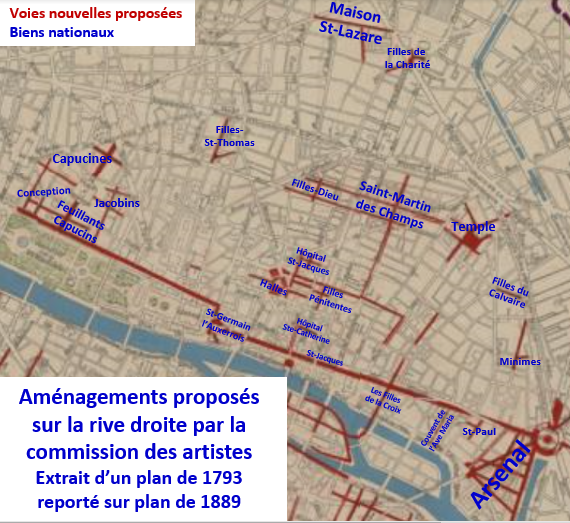
Plan des artistes rive droite
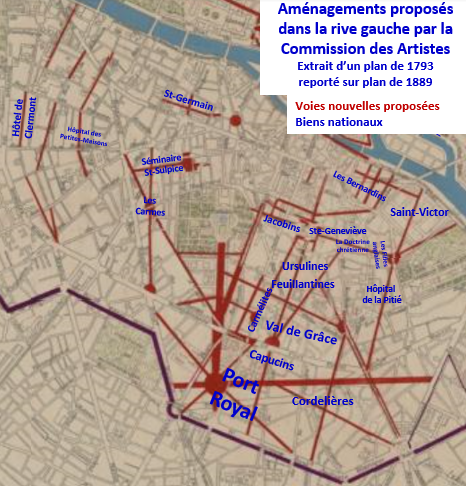
Plan des artistes rive gauche

Détails du plan des artistes en périphérie
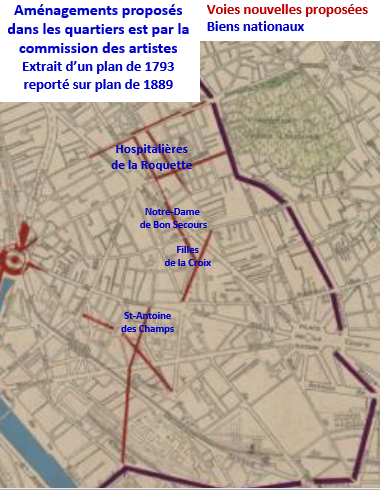
Plan des artistes quartiers est
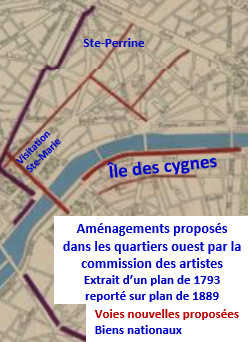
Plans des artistes quartiers ouest

La commission propose par ailleurs une réglementation d’urbanisme qui reprend pour l’essentiel, avec moins d’ambition, celle édictée par une ordonnance royale de 1783.
Les rues sont classées en « grandes routes »  de 14 mètres de large «qui conduisent d'une extrémité de Paris à l'autre », «traverses intérieures » de 12 mètres  allant d'une grande route à une autre ou à une place et  «étapes inférieures » de 10, 8 ou 6 mètres de large. La limite de hauteur proposée des maisons est  de 18 mètres sur les routes de 14 mètres de large, de 16 mètres pour les rues de 14 mètres, de 12 mètres pour celles de 6 ou 8 mètres.

## Le plan des artistes dans les projets d'urbanisme pour Paris
Le plan des artistes succède  aux projets d’urbanisme d’ensemble de Pierre Bullet de 1676 qui prévoit une ceinture de boulevards, de Pierre Patte qui proposait en 1767 la réunion des îles de la Cité et Saint-Louis, à celui de Charles de Wailly membre de la commission, et à plusieurs projets  locaux de la deuxième moitié du XVIIIe siècle indiquant  des lotissements d’une grande partie des jardins du Luxembourg, du domaine des Chartreux ou de l’enclos du Temple.

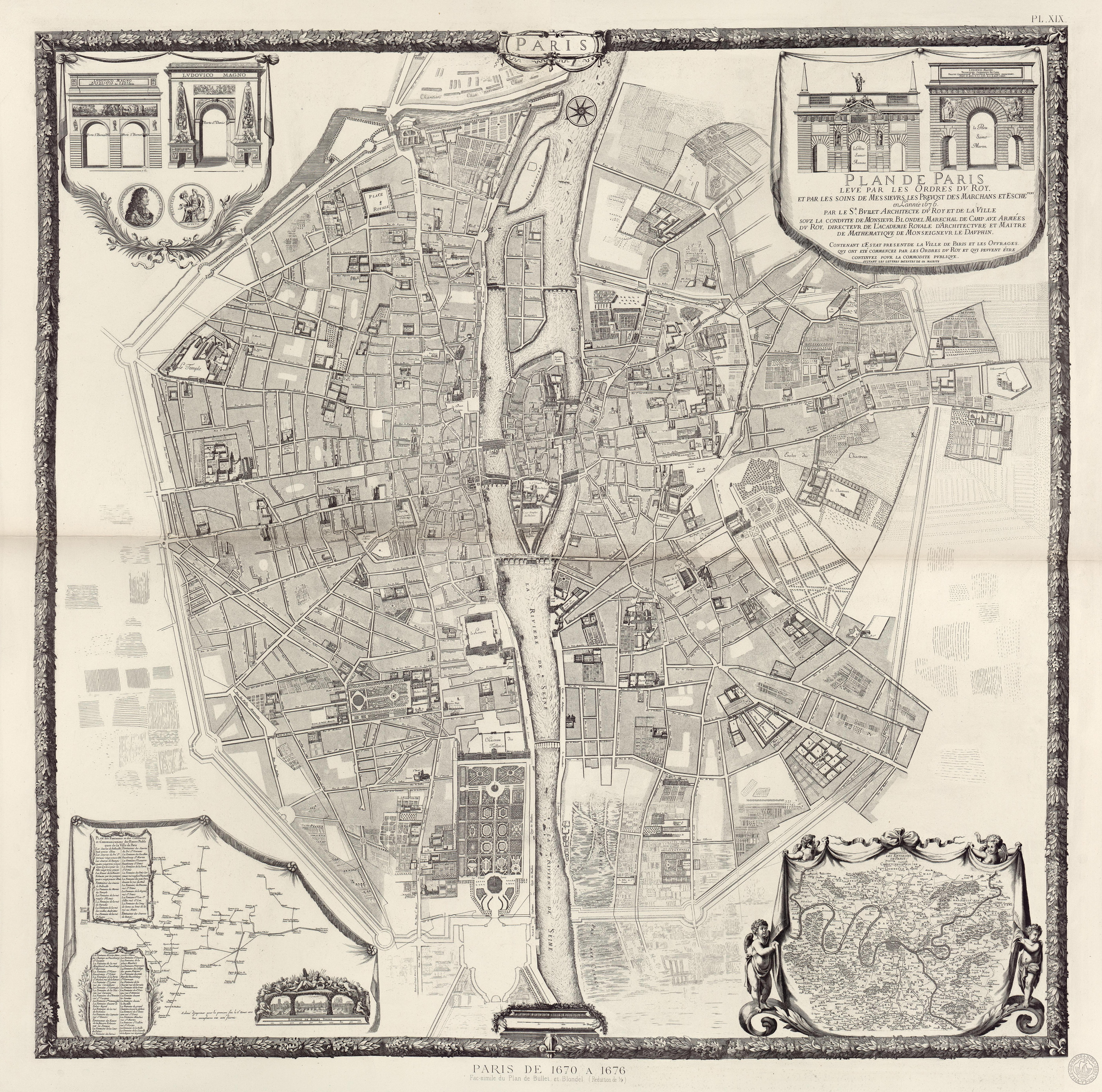
Plan de Bullet et Blondel 1676
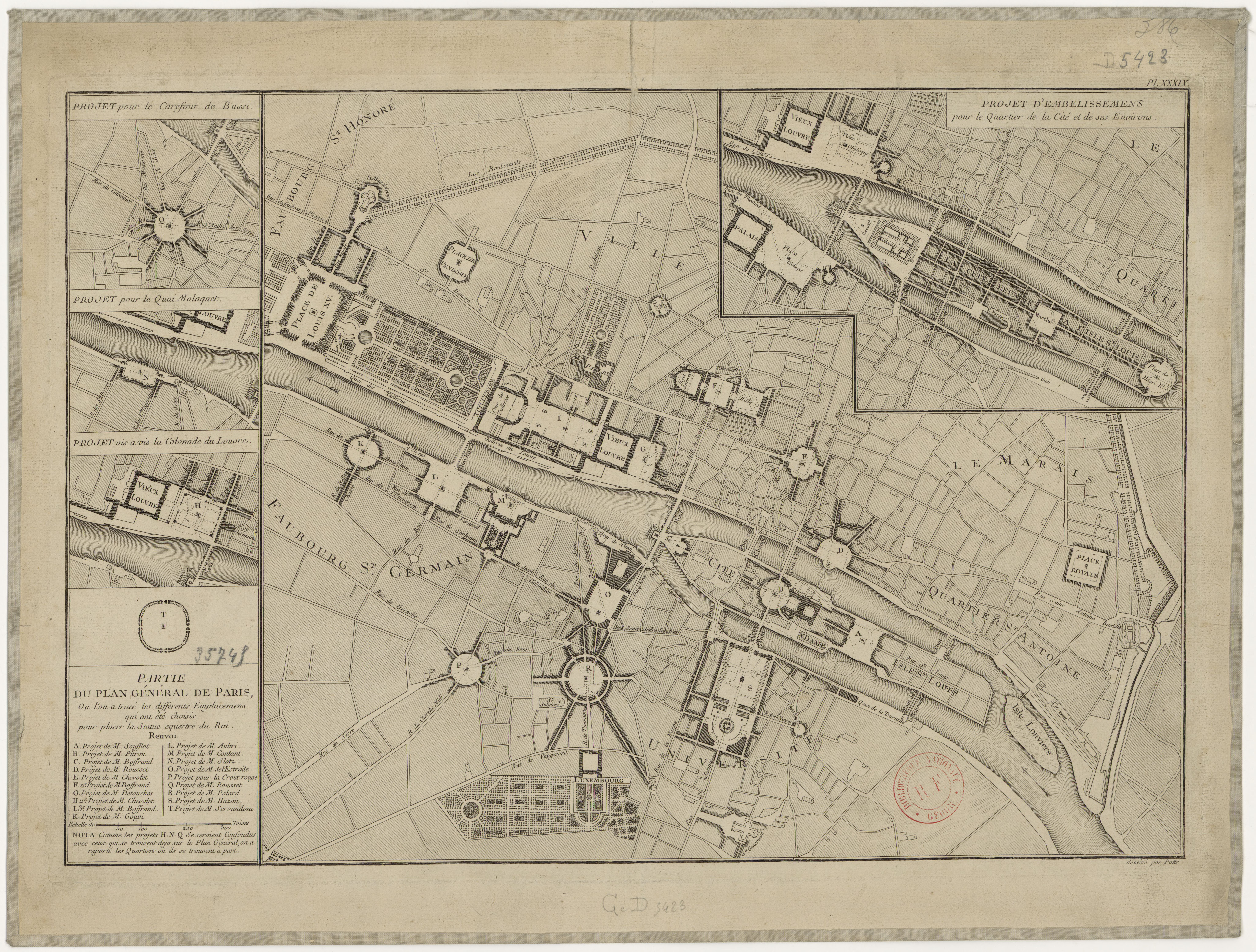
Plan Pierre Patte de 1767

Le plan  de Charles de Wailly, membre de la commission, établi en 1785 avant la nationalisation des biens de l’église, comprenait les principales propositions suivantes :
- une percée est-ouest de la rue Saint-Antoine au Louvre rectiligne mais relativement étroite. Le plan n’indique cependant aucune voie à l’emplacement des couvents des Feuillants et des Capucins (partie ouest de la rue Rivoli) qui n’était envisageable qu’après la nationalisation de ces domaines ;

- La réunion de l’Île de la Cité à l’île Saint-Louis qui avait été proposée en 1767 par Pierre Patte ;

- Le rattachement de l’île Louviers à la rive droite ;

- Le lotissement de l’ensemble des jardins du Luxembourg à l’exception d’une bande face au Palais ;

- Le Lotissement de l’Arsenal ;

- La rectification du cours de la Seine au niveau du quai Saint-Bernard avec un lotissement sur le terrain gagné ;

- La construction de ponts à l’amont de l’île Saint-Louis et au niveau du boulevard de l’Hôpital (emplacement du pont d’Austerlitz) ;

- La création de places sur le site  du Châtelet (place du Châtelet) sur celui du séminaire Saint-Sulpice (place Saint-Sulpice)  et en bord de Seine en contrebas de l’église Saint-Gervais (non réalisée).

Charles de Wailly complétera  ses propositions en 1795 :
- par  la réunion du Louvre et des Tuileries pour créer un  Palais National avec deux  grandes places, au nord entre le Palais Royal et ce Palais national proposé soit l'actuelle place du Palais-Royal étendue, au sud jusqu’à la rue de Rivoli, à l’est jusqu’à la rue de Marengo, à l’ouest jusqu’à la rue des Pyramides) et à l'est dans un quadrilatère  entre la rue de Rivoli , la rue du Pont-Neuf, le quai du Louvre, la rue de l’Amiral-Coligny englobant l’église Saint-Germain-l’Auxerrois qui aurait été détruite avec l’ensemble de ce quartier ;

- par une rue qui aurait relié la place de la Madeleine à la rue de Richelieu traversant la place Vendôme avec création de trois petites places aux croisements avec les rues perpendiculaires ;

- par un redressement du cours de la Seine  au niveau de l’Île Saint-Louis avec des lotissements sur les terrains gagnés au nord, au sud et à l’est de cette île au nord et lotissements des terrains gagnés[7].

Plan d’utilité et d’embellissement de la Ville de Paris (1785)
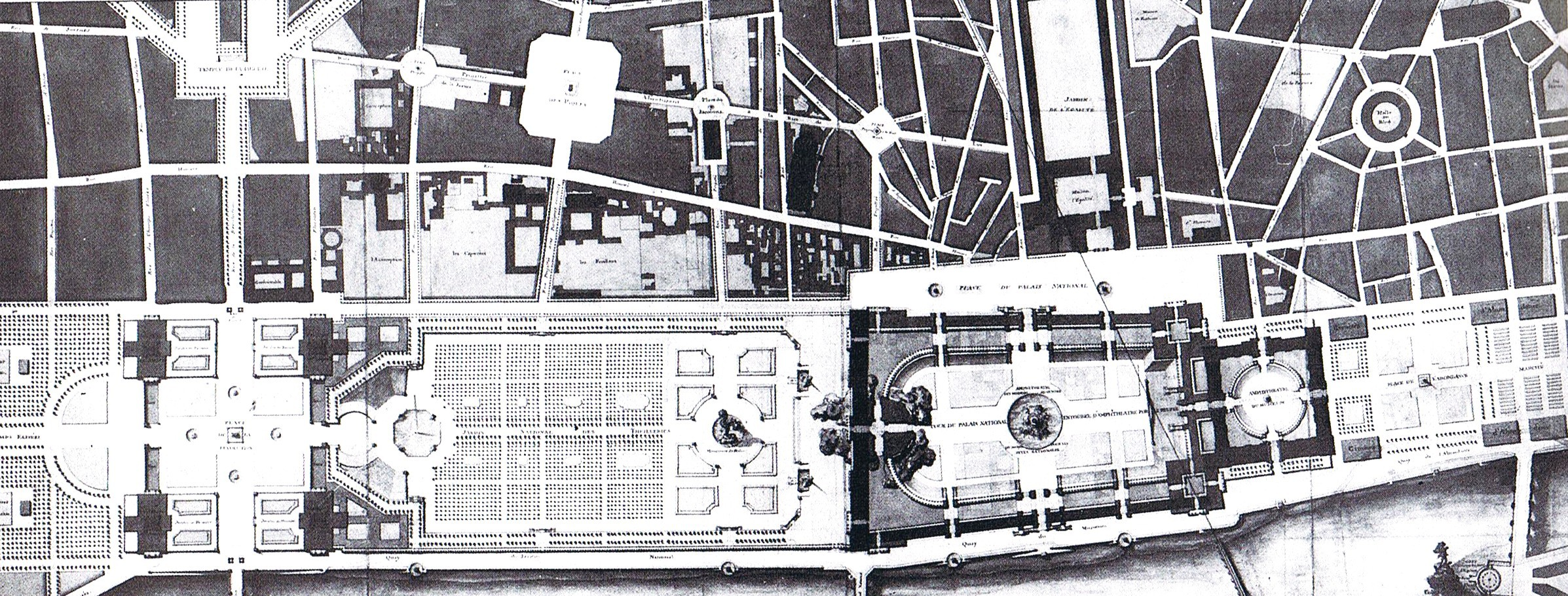
Proposition de Palais national et d’aménagements environnants

Le plan des artistes est loin d’atteindre l’ampleur des aménagements du Second-Empire. De plus, il est très inégalement réparti, plus développé rive gauche, ne comportant aucun grand axe nord-sud et ignorant, sauf à sa marge sud, le potentiel représenté par l'ensemble continu de 52 hectares de l'enclos Saint-Lazare au nord des faubourgs Poissonnière et Saint-Denis.
On remarque, par ailleurs, l’absence de préoccupation de préservation du patrimoine, le plan prévoyant la destruction de des nombreux édifices religieux notamment l’église Saint-Germain l’Auxerrois qui sera épargnée par Haussmann dans le prolongement de l’axe est-ouest.

## Les réalisations
Le plan des artistes a vraisemblablement influencé les  décisions d’urbanisme au cours de la première moitié du XIXe siècle car la majorité des aménagements réalisés avant Haussmann correspondent à des propositions de la Commission.
- Au cours de la période suivante sous le Consulat et le Premier Empire : rue de la Fidélité sur les terrains du Couvent des Filles de la Charité en 1797, rue du Caire à l’emplacement du Couvent des Filles-Dieu en 1799, rue de Rivoli tracée en 1802, rues du quartier autour de la place Vendôme sous l’Empire (du Mont-Thabor, de Castiglione, Cambon, Duphot, de la Paix, du Marché Saint-Honoré, de Mondovi), rue d’Assas en 1804, rue de Lübeck (tronçon) en 1806, boulevard Bourdon en 1806, avenue de l’Observatoire en 1807, rues Clotilde et Clovis à la place de l’Abbatiale  Sainte-Geneviève en 1807, les rues Perrée et Dupetit-Thouars dans l’ancien enclos du Temple en 1809, le pont d’Iéna de 1808 à 1814, place Saint-Sulpice en 1811 après la démolition du séminaire, la place du Châtelet à la place du grand Châtelet en 1810 , quai aux Fleurs en 1808, quai Saint-Michel en 1811. Une partie de la percée est-ouest est envisagée par Napoléon en 1806 du Louvre à la rue de la Monnaie mais le projet est abandonné en raison du coût des expropriations[8].

- Sous la Restauration et la Monarchie de Juillet : quai de Montebello en 1818, rue de Chabrol sur l'ancienne maison Saint-Lazare en 1822, rue Pascal en 1825, pont Louis-Philippe et rue du Pont-Louis-Philippe en 1833, rue d’Arcole en 1837 (ensuite élargie en 1866) rue Rambuteau en 1838, rue de Constantine en 1837 (ensuite considérablement élargie sous le nom de rue de Lutèce en 1860), prolongement de la rue Soufflot sur les vestiges du couvent des Jacobins en 1846.

Les transformations d’Haussmann ont une autre ampleur mais une petite partie des réalisations après 1848 correspondent à des propositions portées sur le plan des artistes : prolongement de 1848 à 1854 de la rue Rivoli jusqu’à la rue Saint-Antoine sur un tracé direct différent de celui indiqué, rues Réaumur et du Quatre-Septembre de 1854 à 1868, élargissement de  l’avenue des Gobelins vers 1860, boulevard Raspail de 1891 à 1904, rectification de la rue Beaubourg en 1911.
Certaines propositions ne seront pas réalisées, par exemple, les rues donnant sur la place Vendôme à l’est et l’ouest de celle-ci et, surtout, la plus grande partie de celles indiquées  dans les actuels 5ème arrondissement et nord du 13ème, en raison de la préservation de plusieurs bâtiments d'anciens biens nationaux, notamment le Val de Grâce. De plus, la commission semble avoir sous-estimé les contraintes du relief aux abords de la Montagne Sainte-Geneviève.
Le réseau réalisé  dans ce quartier sous le Second-Empire est d’importance comparable à celui qui avait été proposé par la Commission des artistes mais le tracé des voies est assez différent, certaines d’entre-elles ayant nécessité des travaux de terrassement considérables, notamment pour le percement de la rue Monge.
Par ailleurs, on peut remarquer l'importance  des lotissements du clos Saint-Lazare, potentiel négligé par la Commission des artistes, nouveau quartier Poissonnière au cours de la Restauration et quartier de la gare du Nord sur le clos Saint-Charles, partie nord du clos Saint-Lazare sous la Monarchie de Juillet et le Second-Empire.